# William P. Pollock

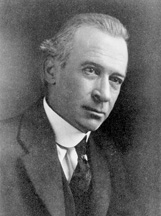
William P. Pollock

William Pegues Pollock, född 9 december 1870 nära Cheraw, South Carolina, död 2 juni 1922 i Cheraw, South Carolina, var en amerikansk demokratisk politiker. Han representerade delstaten South Carolina i USA:s senat 1918-1919.
Pollock avlade 1891 juristexamen vid University of South Carolina. Han inledde 1893 sin karriär som advokat i Cheraw. Han var även verksam som jordbrukare.
Pollock var elektor för William Jennings Bryan i presidentvalet i USA 1900. Han fyllnadsvaldes 1918 till USA:s senat. Han efterträddes följande år av Nathaniel B. Dial.
Pollock avled 1922 och gravsattes på St. David's Cemetery i Cheraw.